# Clovis-Abel Pignat
Clovis-Abel Pignat, surnommé Tschombine Pategnon né le 16 novembre 1884 à Vouvry et mort le 13 janvier 1950 à Monthey, est un anarcho-syndicaliste suisse.

## Biographie
Après un apprentissage dans une verrerie, il travaille dans divers métiers du bâtiment.

### Syndicaliste

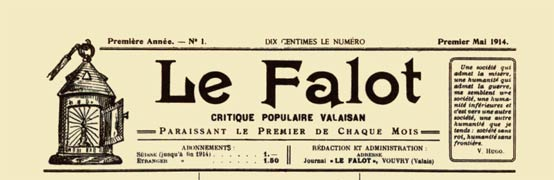
Le Falot, la manchette du premier numéro, en mai 1914.

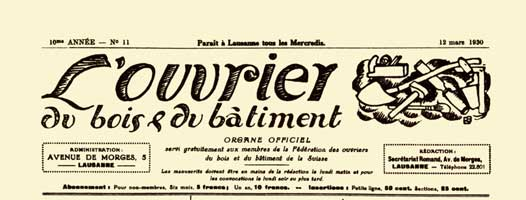
L'Ouvrier du bois et du bâtiment, 13 mars 1930.

Il collabore à La Voix du Peuple et au Réveil anarchiste.
Il lance, en 1914, un journal syndicaliste bilingue français-italien, Le Falot - Il Fanale qu'il anime jusqu'en 1919.
Secrétaire romand de la Fédération des ouvriers du bois et du bâtiment (FOBB) de 1921 à 1946, il fonde le journal L’Action ouvrière qui devint, en 1922, L’ouvrier du bois et du bâtiment, organe de la FOBB.
Syndicaliste libertaire, partisan de l’indépendance syndicale, il entre souvent en conflit avec les communistes.
Il est l’organisateur de plusieurs grandes grèves en Suisse romande, notamment à Genève en 1928, à Sion en 1931 et à Dixence en 1935.
En 1926, il est condamné par le tribunal d’Aigle (Vaud) à 10 jours de prison et 200 francs d’amende pour avoir malmené le préfet du district.

### Antimilitariste
Il est emprisonné, trois mois, en 1906 comme objecteur de conscience.
En 1916, il est à nouveau emprisonné pour antimilitarisme.
En 1918, avec d’autres libertaires, il signe un appel aux autorités soviétiques afin qu'elles donnent la nationalité russe aux déserteurs italiens réfugiés en Suisse.
Pendant les années 1920, il soutient la résistance italienne antifasciste avec l'aide de son camarade Lucien Tronchet qui écrira sa biographie quelques années plus tard.

### Libertaire
Selon Domenico Tarizzo, dans L'anarchie : histoire des mouvements libertaires dans le monde : « Dans l'existence de Pignat [...] on décèle les caractéristiques d'une tendance libertaire suisse de notre siècle, qui, à partir des positions anarchistes du début, évolue peu à peu vers des formes d'intervention sociale se situant de plus en plus à l'intérieur du syndicalisme, et où la tension anarcho-syndicaliste originelle se perd au profit d'une vision réformiste, qui garde cependant quelque chose de l'action directe et de l'autonomie de la base. Il s'agit d'un « second souffle » du syndicalisme où les idées anciennes restent une référence (souvent rhétorique) et où prédomine un empirisme tourné vers les réalisations immédiates, liées aux équilibres internes du système. »

## Notices
- Alain Clavien, « Pignat, Clovis-Abel » dans le Dictionnaire historique de la Suisse en ligne, version du 18 février 2009.
- Dictionnaire international des militants anarchistes : notice biographique.
- Dictionnaire des anarchistes, « Le Maitron » : notice biographique.
- Chantier biographique des anarchistes en Suisse : notice biographique.
- L'Éphéméride anarchiste : notice biographique.